# Palästinalied
Palästinalied är en medeltida sång av Walther von der Vogelweide. Den handlar om korstågen, som förstås religiöst. Det är den enda av hans verk där både text och musik har traderats. Enligt texten tillhör Palestina de kristna. Avslutet är : 
Kristen juden und die heiden
jehent daz dis ir erbe sî
got müesse ez ze rehte scheiden
dur die sîne namen drî
al diu werlt diu strîtet her
wir sîn an der rehten ger.
reht ist daz er uns gewer
Texten och musiken förekommer i moderna tolkningar, varför det inte är ovanligt att den sjungs än idag.